# Giulio Cesare de’ Rossi

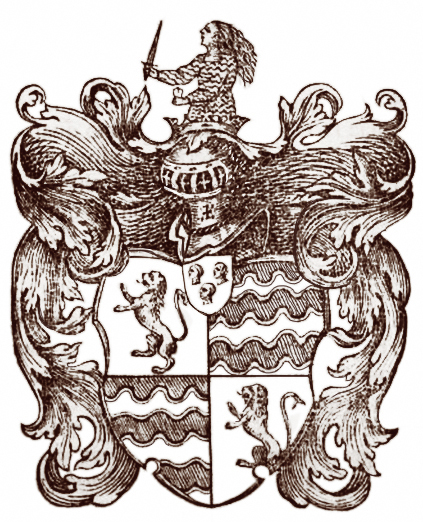
Wappen der Rossis von San Secondo

Giulio Cesare de’ Rossi (* 1519 in San Secondo; † 6. April 1554 in Chiaravalle della Colomba) war ein italienischer Condottiere.

## Biografie
Giulio Cesare wurde 1519 in San Secondo als jüngster Sohn von Troilo I. de’ Rossi und Bianca Riario geboren. In seiner Jugend nahm er an Ritterspielen und Turnieren teil und ging oft als Sieger daraus hervor. Von seinem Vater erbte er das Lehen von Basilicanova.
Der aufbrausende und ehrgeizige Giulio Cesare, der von der direkten Erbfolge der Grafschaft San Secondo ausgeschlossen war, beschloss, seine Besitzungen zu vergrößern, indem er die ältere der beiden Töchter von Roberto Sanseverino, des Grafen von Caiazzo und Colorno, entführte, die ein großes Erbe erhalten hatte. Die junge Frau und Halbwaise lebte mit ihrer Mutter in Venedig unter dem Schutz ihres Onkels, mit dem Giulio Cesare nach seinem Umzug in die Stadt zuerst in vertrauliche Beziehung trat und von dem er 1539 das Einverständnis erhielt, seine Nichte zu entführen. Giulio Cesare heiratete sie sofort, floh dann aus Venedig und kehrte in Waffen nach Colorno zurück.
Die Venezianer, die Rossi nicht verfolgen konnten, weil er in ein Gebiet außerhalb ihrer Rechtsprechung geflohen war, erließen ein ständiges Einreiseverbot in die Republik Venedig gegen ihn. Aber Papst Paul III., dem Giulio Cesare als Bürger von Colorno, das damals zum Herzogtum Parma und Piacenza unter der Leitung der Farneses gehörte, unterstand, akzeptierte dieses Missverhalten nicht und bestrafte Rossi nicht nur mit der Vertreibung aus Colorno, sondern auch, indem er ihm das elterliche Erbe Basilicanova abnahm.

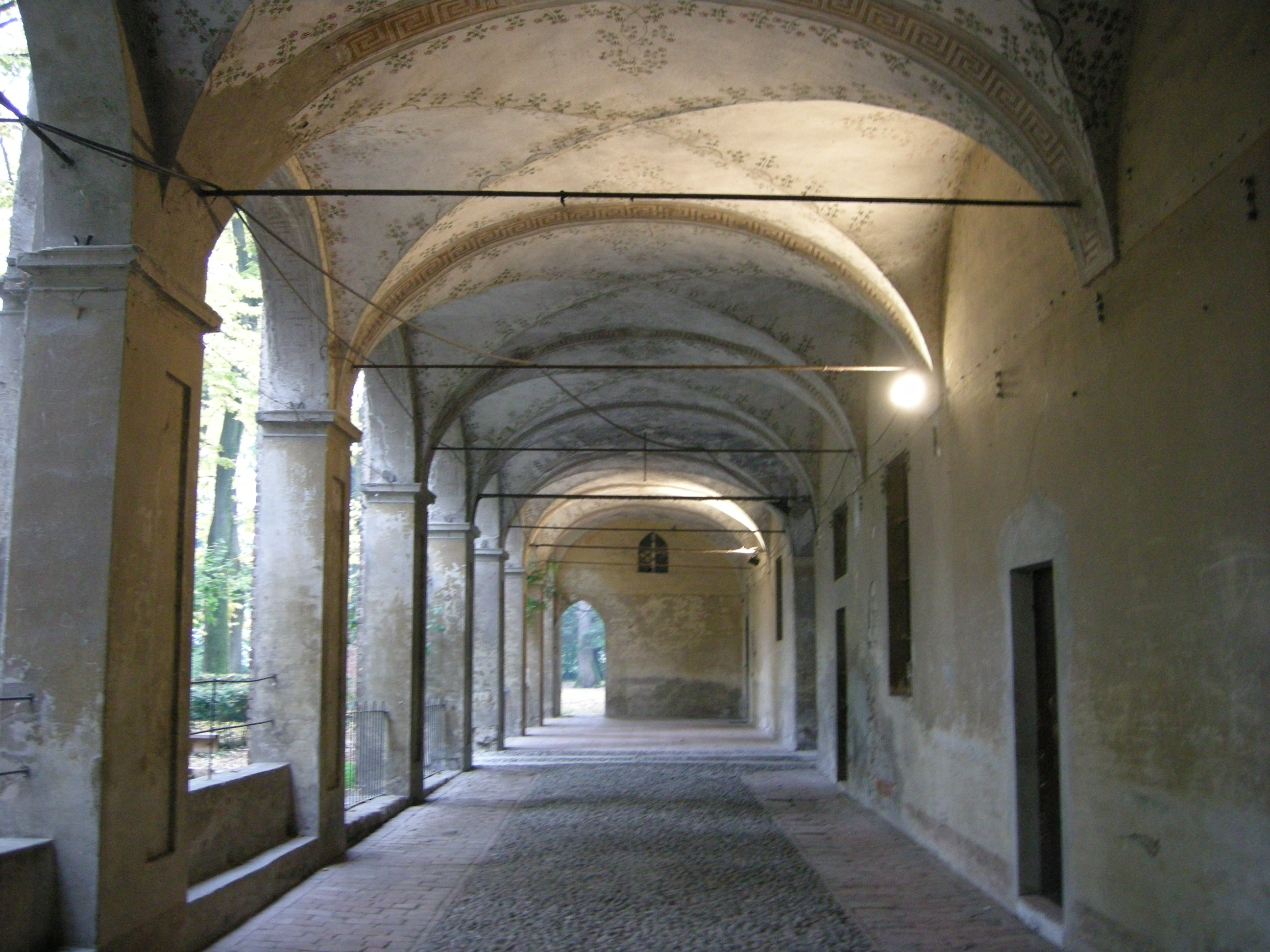
Rocca dei Rossi in San Secondo

Giulio Cesare begab sich danach nach Caiazzo, wo er Güter durch die erzwungene Ehe mit der Tochter Sanseverinos erworben hatte. Aber er begnügte sich nicht mit der Regierung seines Lehens in Kampanien, stritt sich erbittert mit seinen Vasallen und dingte Mörder, um die Streitigkeiten zu beenden. Nach seiner Verwicklung in die Aufstände in Neapel gegen den Vizekönig Toledo wurde er ins Gefängnis geworfen.
Der zwischenzeitliche Tod von Pier Luigi I. Farnese, der kurz vorher zum Herzog von Parma ernannt worden war, beflügelte die Idee Rossis, seine Herrschaftsgebiete zurückzuerhalten: Er entschloss sich, sich nach Norden zu wenden, um sich mit Ferrante I. Gonzaga, dem General von Kaiser Karl V., zu messen, der in der Zwischenzeit Piacenza, die erste Hauptstadt des neu gegründeten Herzogtums, eingenommen hatte. Rossi versprach ihm Unterstützung bei der Einnahme von Parma, wenn er im Gegenzug in seine von den Farneses konfiszierten Besitzungen wiedereingesetzt würde.
1551 brach in der Lombardei der Krieg zwischen Frankreich und dem Herzog von Parma, Ottavio Farnese, einerseits und dem Papst Julius III., verbündet mit Kaiser Karl V., andererseits aus. Giulio Cesare, Kolonel der Kaiserlichen, versuchte mehrmals erfolglos den Ausfall auf Colorno und, als 1552 der Friedensvertrag unterzeichnet wurde, wurde seine Lage beiden Seiten vollständig ignoriert.
1554 einigte er sich mit Cosimo I. de’ Medici, diesem im Krieg um Siena zu dienen und verweilte, um den richtigen Moment zu finden, den Herzog von Parma, Ottavio Farnese zu eliminieren. Überrascht von den herzoglichen Attentätern in der Nähe der Abtei Chiaravalle della Colomba, wurde er zusammen mit neun seiner Getreuen ermordet.

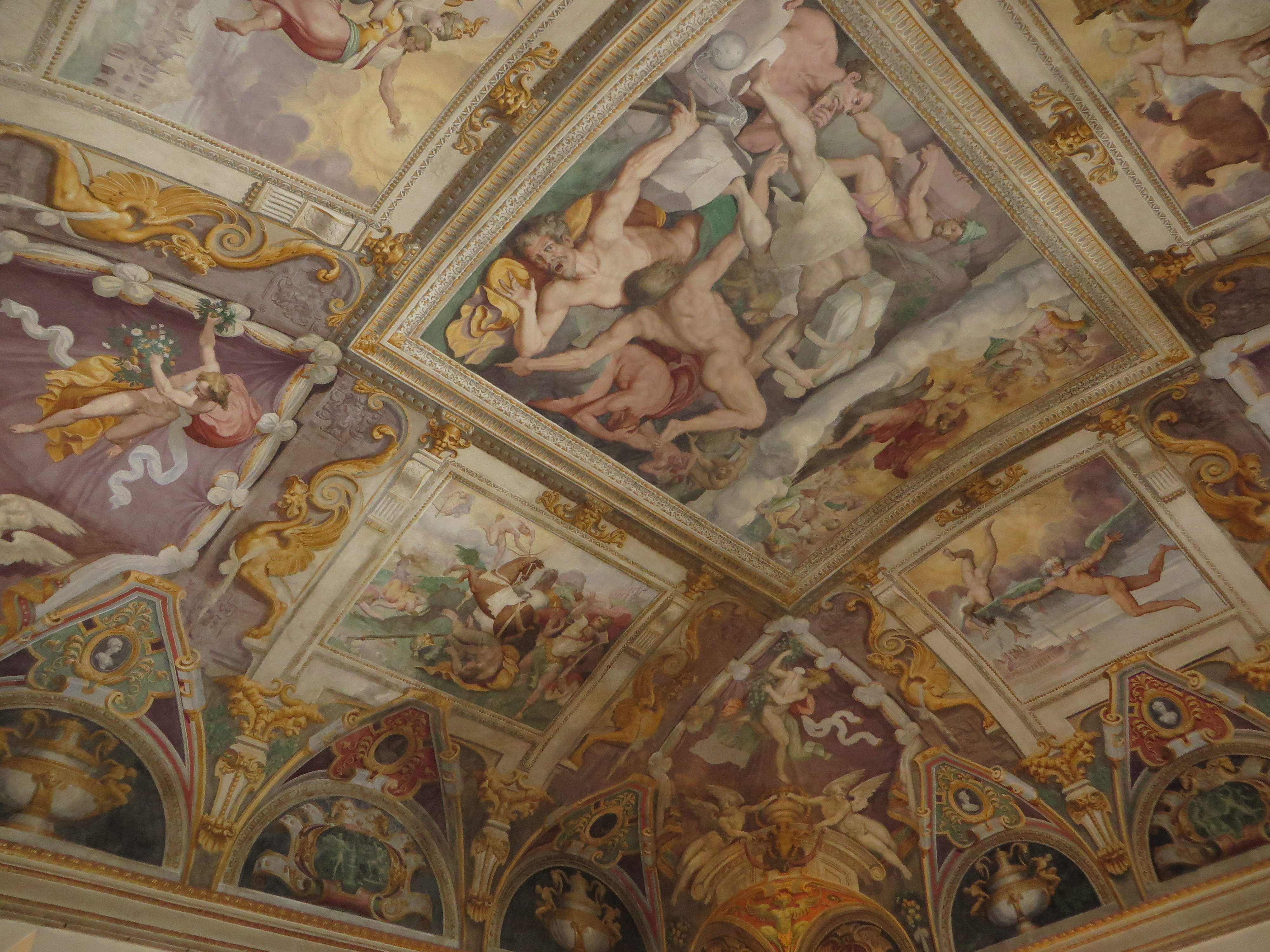
Rocca dei Rossi: Sala dei Giganti

## Verwandte
Giulio Cesare hatte mit seiner Gattin Maddalena Sanseverino sechs Kinder:
- Ippolita, die später Alberto Pio, den Herrn von Meldola, heiratete.
- Fulvia, die später Gian Antonio de Cardona, dem Markgrafen von Padula, heiratete.
- Ercole, aus dem der Familienzweig der Rossis von Caiazzo hervorging.
- Giulio, der im Krieg der Franzosen gegen die Hugenotten kämpfte.
- Sulpizia, die später Nonne wurde.
- Ferrante, der sich als Soldat in Mantua niederließ.[2]

## Wissenswertes
In der Sala dei Giganti in der Rocca dei Rossi in San Secondo sind in allegorischer Form die Taten Giulio Cesares dargestellt. Genau wie die Riesen maßte er sich an, diejenigen herauszufordern, die stärker waren als er (die Farneses), und musste dann die Konsequenzen tragen.